# Conophytum stephanii
Conophytum stephanii är en isörtsväxtart. Conophytum stephanii ingår i släktet Conophytum, och familjen isörtsväxter.

## Underarter
Arten delas in i följande underarter:
- C. s. helmutii
- C. s. stephanii